# 8043 Fukuhara
A 8043 Fukuhara (ideiglenes jelöléssel 1994 XE1) a Naprendszer kisbolygóövében található aszteroida. Kobajasi Takao fedezte fel 1994. december 6-án.